# Etienne Ung'eyowun Bediwegi
Etienne Ung'eyowun Bediwegi (Nyalebbe, República Democrática do Congo, 6 de abril de 1959) é Bispo de Bondo.
Etienne Ung'eyowun Bediwegi recebeu o Sacramento da Ordem Sacra para a Diocese de Mahagi-Nioka em 10 de agosto de 1988.
Em 18 de março de 2008, o Papa Bento XVI o nomeou ao Bispo de Bondo. O arcebispo de Kinshasa, Laurent Monsengwo Pasinya, consagrou-o bispo em 8 de junho do mesmo ano; Co-consagradores foram o Bispo de Doruma-Dungu, Richard Domba Mady, e o Bispo de Mahagi-Nioka, Marcel Utembi Tapa.